# Strotocera grandis
Strotocera grandis là một loài bọ cánh cứng trong họ Cleridae. Loài này được Schenkling miêu tả khoa học năm 1902.